# 生物多様性の喪失

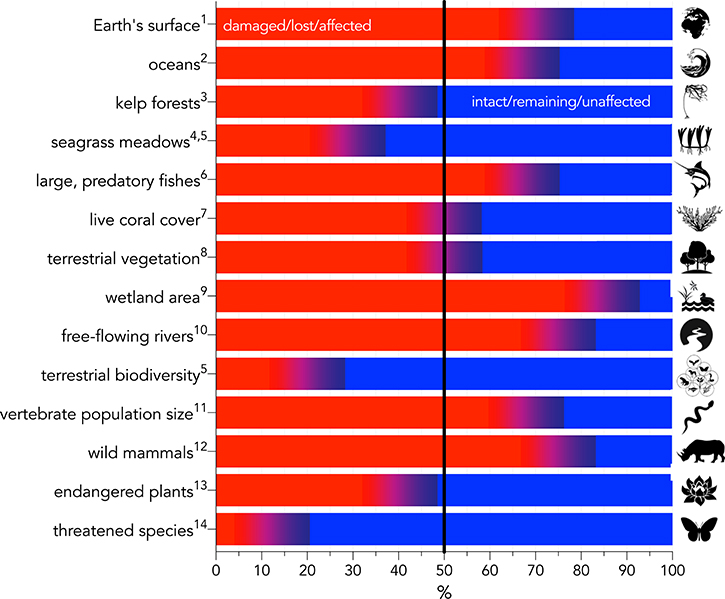
主な生物多様性に関する環境変化の分野をまとめたもの、基準値（青）に対する人が引き起した変化（赤）の割合として表されている

生物多様性の喪失（せいぶつたようせいのそうしつ、biodiversity loss）には、世界規模での種の絶滅と、特定の生息地における種の減少や喪失とがあり、その結果として生物多様性が失われる。後者の地域的な喪失は、それに至る環境悪化が生態学的復元・回復を通じて元に戻れば一時的なものになり、（土地消失などにより）事実上永続すれば恒久的なものになる。地球規模の絶滅は人新世の一部として、惑星の限界を越えた人間活動によって引き起こされ、元に戻らないことが現在証明されている。
恒久的な地球規模の種の喪失は、地域的な種の構成が変化することよりも悲劇的であるが、健全で安定した状態からの僅かな変化でも、種が一つ減って全体を損なう限り、食物網と食物連鎖に劇的な影響を及ぼすことがある（共絶滅）。生態系の代替安定状態が起こり得るとしても、全体的な生物多様性の減少につながる。生物多様性の生態学的効果は、その喪失により大抵が打ち消される。特に生物多様性が減少すると生態系サービスが減少し、最終的には食料安全保障に差し迫った危険をもたらしたり、人々に健康上の影響を及ぼし続けたりする。
国際的な環境団体は数十年にわたって生物多様性の喪失を防ぐキャンペーンを行い、公衆衛生の当局者はそれを人々の健康のためのワンヘルス・アプローチに統合させており、生物多様性の保全は国際的政策の一部になっている。例えば生物の多様性に関する国連条約は、生物多様性の喪失防止と、野生地域の事前保護に焦点を当てている。現在この課題のための国際的取り組みは、持続可能な開発目標15の「陸の生きもの」と、持続可能な開発目標14の「水の生きもの」によって具体化されている。しかし国連環境計画が2020年に出した「自然との和解（Making Peace with Nature ）」に関する報告では、これらの取り組みの大半がその国際的目標に及ばなかったと書かれた。